# Flávio Nazinho
Flávio Nazinho, né le 20 juillet 2003 à Almada, est un footballeur portugais qui évolue au poste d'arrière gauche au Cercle Bruges.

## Biographie
Flávio Nazinho est né à Almada, dans le district de Setúbal et la région de Lisbonne, sur la péninsule que la mer sépare de la capitale portugaise.
C'est dans son district natal que le jeune joueur découvre le football, dans des clubs amateur entre Corroios puis Almada, avant de s'approcher du plus haut niveau portugais avec le CD Cova da Piedade puis les Pescadores,.

### Carrière en club
Après ces premiers pas dans le football au sein du Distrito de Setúbal, Nazinho va s'éloigner une première fois de sa région natale en rejoignant le Sporting Braga en 2017, avant d'y rentrer une année après, cette fois de l'autre coté de l'estuaire du Tage, intégrant le centre de formation du Sporting Clube de Portugal,,.
Faisant ses débuts dans l'équipe réserve du Sporting lors de la saison 2020-21,, il signe ses premiers contrats professionnels avec le club pendant que l'équipe première remporte le championnat pour la première fois depuis 2002,.
A l'orée de la saison suivante, alors que Nuno Mendes vient de partir au PSG, Nazinho apparait destiné à prendre le rôle de doublure de Rúben Vinagre au poste de piston gauche dans le système en 3-4-3 de Rúben Amorim,.
Le jeune défenseur fait ses débuts avec le Sporting le 24 novembre 2021, entrant en jeu à la 88e minute d'une victoire 3-1 en Ligue des champions contre le Borussia Dortmund,,. Entré à la place du latéral droit Pedro Porro lors du match continental, c'est quelques jours plus tard à la place de l'ailier reconverti piston Nuno Santos qu'il fait ses débuts en championnat, lors d'une victoire 2-0 contre le CD Tondela.
Nazinho apparait alors comme la nouvelle grande promesse d'un Sporting qui malgré son statut retrouvé de favoris au titre national continue à miser beaucoup sur son centre de formation,.

### Carrière en sélection
International portugais en équipes de jeunes dès 2019, lors d'une période marquée par la pandémie de covid et la limitation des confrontations internationales juniors, Nazinho est notamment membre de l'équipe des moins de 18 ans en 2021,.

## Statistiques
| Saison                | Club                     | Championnat           | Championnat | Championnat | Coupe(s) nationale(s) | Coupe(s) nationale(s) | Compétition(s) continentale(s) | Compétition(s) continentale(s) | Compétition(s) continentale(s) | Total | Total |
| Saison                | Club                     | Division              | M.          | B.          | M.                    | B.                    | Comp.                          | M.                             | B.                             | M.    | B.    |
| 2021-2022             | Sporting CP              | Primeira Liga         | 2           | 0           | 1                     | 0                     | C1                             | 2                              | 0                              | 5     | 0     |
| 2022-2023             | Sporting CP              | Primeira Liga         | 3           | 0           | -                     | -                     | C1                             | 3                              | 0                              | 6     | 0     |
| Sous-total            | Sous-total               | Sous-total            | 5           | 0           | 1                     | 0                     | -                              | 5                              | 0                              | 11    | 0     |
| 2023-2024             | Cercle Bruges KSV (prêt) | Jupiler Pro League    | -           | -           | -                     | -                     | -                              | -                              | -                              | 0     | 0     |
| Sous-total            | Sous-total               | Sous-total            | -           | -           | -                     | -                     | -                              | -                              | -                              | 0     | 0     |
| Total sur la carrière | Total sur la carrière    | Total sur la carrière | 5           | 0           | 1                     | 0                     | -                              | 5                              | 0                              | 11    | 0     |